# Tenzor intenzity elektromagnetického pole
Tenzor intenzity elektromagnetického pole definovaný jako:
{\displaystyle F_{\mu \nu }=\partial _{\mu }A_{\nu }-\partial _{\nu }A_{\mu }}
kde
{\displaystyle {A_{\mu }}=\eta _{\mu \nu }{A^{\nu }}=(A^{0}={{\varphi } \over {c}},{\vec {A}}),}
{\displaystyle \eta _{\nu \nu }} je metrický tenzor, který v STR značíme
{\displaystyle \eta _{\mu \nu }=\eta ^{\mu \nu }=\,{\begin{pmatrix}1&0&0&0\\0&-1&0&0\\0&0&-1&0\\0&0&0&-1\end{pmatrix}},}
{\displaystyle {\vec {A}}} vektorový a {\displaystyle \varphi } skalární potenciál na tzv. čtyřpotenciál definovaný skrz
{\displaystyle {\vec {E}}=-{\frac {1}{c}}{\frac {\partial {\vec {A}}}{\partial t}}-\nabla \varphi }
{\displaystyle {\vec {B}}=\nabla \times {\vec {A}}}
Tenzor intenzity elektromagnetického pole tedy je:
{\displaystyle F_{\mu \nu }={\begin{pmatrix}0&-E_{x}/c&-E_{y}/c&-E_{z}/c\\E_{x}/c&0&B_{z}&-B_{y}\\E_{y}/c&-B_{z}&0&B_{x}\\E_{z}/c&B_{y}&-B_{x}&0\end{pmatrix}}}
nebo:
{\displaystyle F^{\mu \nu }={\begin{pmatrix}0&E_{x}/c&E_{y}/c&E_{z}/c\\-E_{x}/c&0&B_{z}&-B_{y}\\-E_{y}/c&-B_{z}&0&B_{x}\\-E_{z}/c&B_{y}&-B_{x}&0\end{pmatrix}}}
Maxwellovy rovnice nyní jsou
| {\displaystyle -{\partial _{\nu }F^{\nu \mu }}=\,J^{\mu },}                                                | (První série Maxwellových rovnic.) |
| {\displaystyle F_{[\mu \nu ,\kappa ]}=F_{\mu \nu ,\kappa }+F_{\nu \kappa ,\mu }+F_{\kappa \mu ,\nu }=\,0.} | (Druhá série Maxwellových rovnic.) |
Lokální kalibrační transformaci
{\displaystyle A_{\mu }\rightarrow A'_{\mu }=A_{\mu }+\partial _{\mu }\phi (\mathbf {x} ,t)}
je Kalibrační invariance
{\displaystyle F_{\mu \nu }\rightarrow F'_{\mu \nu }=\partial _{\mu }A'_{\nu }-\partial _{\nu }A'_{\mu }=F_{\mu \nu }}